# Anneliese Meggl
Anneliese Meggl (* 3. Dezember 1938 in Garmisch-Partenkirchen) ist eine ehemalige deutsche Skirennläuferin. 

## Werdegang
Sie war 1959 Deutsche Abfahrtsmeisterin und belegte bei den Olympischen Spielen von Squaw Valley 1960 im Riesenslalom Platz fünf und im Slalom Rang dreizehn. In der nicht zum olympischen Programm, aber als Weltmeisterschaft ausgeschriebenen Kombination, wurde Anneliese Meggl Vierte.